# Juana Fernández Cortés
Juana Fernández Cortés   (Barcelona, 4 de setembre de 1968 - Barcelona, 7 de gener de 2021) va ser una activista catalana pels drets de les dones gitanes, vicepresidenta del Consell Municipal del Poble Gitano de Barcelona.
Òrfena de pare abans de néixer, va criar-se en el barri de barraques de Can Pi, a Santa Eulàlia (L'Hospitalet), en una família de gitanos andalusos. De jove, va estudiar un cicle de puericultura, mentre treballava en una perruqueria. L'any 1988 va obtenir una plaça d'assistent social a l'Ajuntament de Santa Coloma de Gramenet. El 1991 va ser membre fundadora de la Federació d'Associacions Gitanes de Catalunya, i el 1994 s'incorpora a la junta com a tresorera, la primera dona directiva de l'organisme.
Juana Fernández va destacar per la promoció de l'escolarització dels infants i l'empoderament de les dones gitanes. Va promoure l'oficialització del Dia Internacional del Poble Gitano i va treballar per la recuperació del romanó al país. També va participar de la fundació de la fundació Pere Closa i de l’associació de dones gitanes Lachó Bají Calí, al barri del Gornal de l'Hospitalet. Va ser membre de la junta d'Unió Romaní i cofundadora de Voces Gitanas.
El març de 2023, va ser una de les personalitats homenatjades per l'Ajuntament de Barcelona en la campanya Ciutat de Dones. La comunitat gitana va sol·licitar al consistori de l'Hospitalet de Llobregat que dediqués a l'activista una via pública al barri del Gornal.